# Hamburg-Lohbrügge

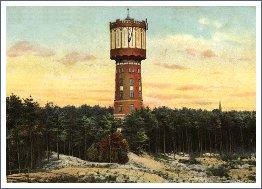
De Watertoren in 1907

Lohbrügge is een stadsdeel van de stad Hamburg in Duitsland en ligt in het district Bergedorf. Het ligt noordelijk van de oorspronkelijke bedding van de Elbe. Het heeft een voorstadskarakter. In de jaren 1960 werden enkele grootschalige woningbouwprojecten uitgevoerd.

## Geschiedenis
De eerste vermelding dateert uit 1257 toen Lohbrügge een van de 12 dorpen was die de Asbrook verwierven. Toen was het niet meer dan een plaats met enkele boerderijen in een weiden- en akkerlandschap.
Vanaf 1303 behoorde het bij het Klooster Reinbek. Bij de secularisering ervan in 1528 werd het deel van het Amt Reinbek van de hertogen van Sleeswijk-Holstein-Gottorp. 
Van 1750 tot 1768 werd het gebied aan Hamburg verpand. Vanaf 1773 werd de streek Deens.
In 1846 werd het per spoor bereikbaar via het station van Bergedorf. Er waren toen zo'n 600 inwoners. Door een eerste industrialisering waren dat er in 1890 al 3500.
In 1895 werd de gemeente Sande gevormd door samenvoeging van Sande, Ladenbek en Lohbrügge.
In 1899 werd de Verlosserskerk ingewijd.
Toen in 1929 Boberg aan de gemeente werd toegevoegd wijzigde de naam in Lohbrügge. Het zuidelijke dorp Sande verdween. Dat gebied was grotendeels ingenomen door dennenbossen  die na de oorlogsjaren vrijwel geheel voor brandhout werden gerooid. Enkel bij de Ruselerweg en Krellweg bleven nog restjes over.
Tot 1937 ontwikkelde de gemeente Lohbrügge zich geheel onafhankelijk van Hamburg en Bergedorf. Dan werd het tegelijk met Bergedorf een stadsdeel van Hamburg.
Door de combinatie van de vernielingen van de Tweede Wereldoorlog en een sterke bevolkingsgroei ontstond er woningnood. Stadsuitbreiding met nieuwe wijken was noodzakelijk. Een 243 ha groot gebied, Lohbrügge-Nord genoemd, werd in het kader van het Aufbauplan 60 aangeduid voor een nieuwe woonproject. Een zogenaamde tuinstad werd door verscheidene private en openbare bouwbedrijven gerealiseerd in de periode 1961-1975. Hierdoor steeg het inwoneraantal aanzienlijk.

## Bezienswaardigheden

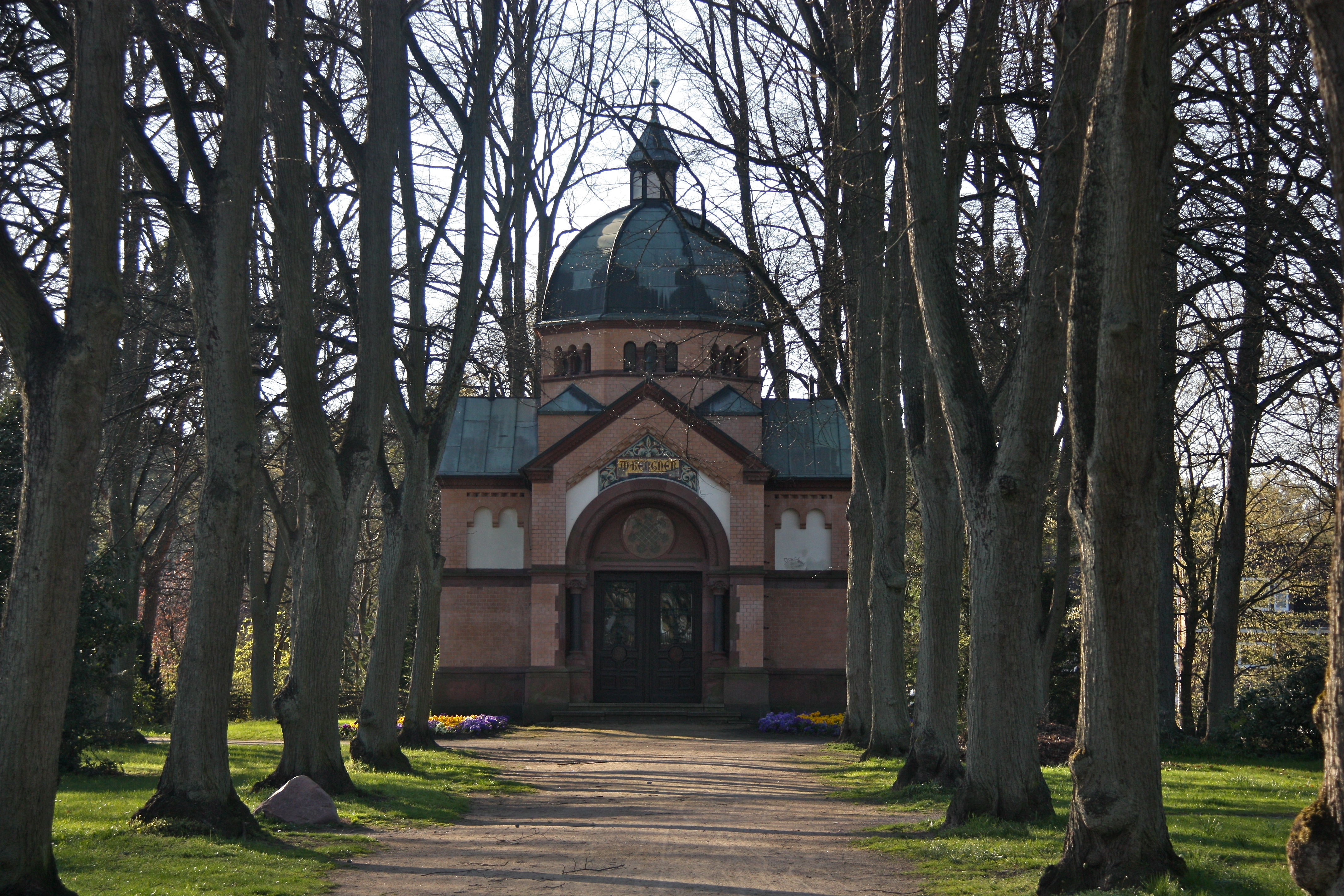
Mausoleum Bergner

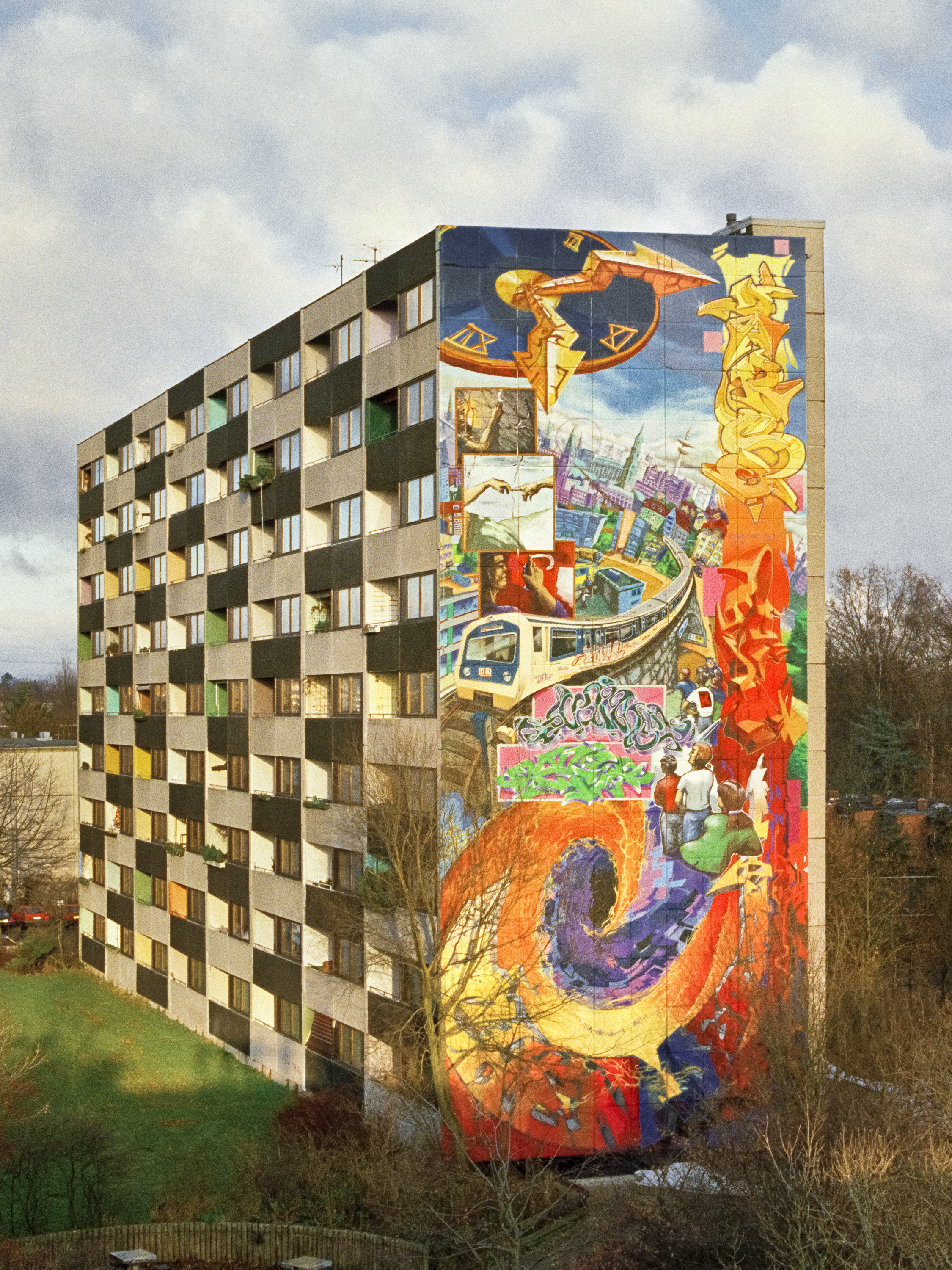
Graffiti-kunstwerk Zeichen der Zeit (december 1995)

- Verlosserskerk uit 1897 met het aanpalend kerkhof waar vanaf 1972 niemand meer werd begraven, en dat in 1992 een openbaar park werd, waarin nog enkele historische grafmonumenten werden behouden. Opvallendst is het mausoleum dat de industrieel Wilhelm Bergner voor zichzelf liet bouwen.
- De watertoren Sander Dickkopp, het plaatselijk oriëntatiepunt op de beboste heuvelrug. Hij bleef in gebruik van 1907 tot 1972 en was ook een geliefd uitzichtspunt.
- Televisietoren uit 1987, 137,5 meter hoog.
- Natuurreservaat Boberger Niederung met landduinen, orchideeënweiden, laagveen en de Boberger See
- Zeichen der Zeit, een 300 m² groot graffitikunstwerk op de zijgevel van een appartementsgebouw aan de Otto-Schumann-Weg.